# Neophocaena sunameri
Neophocaena sunameri — вид морських ссавців з родини фоценових. Тварина зі Східно-Китайського моря, Жовтого моря та морів навколо Японії.

## Таксономічні примітки
Таксон відокремлено від N. asiaeorientalis після того, як цей вид був відокремлений від N. phocaenoides.

## Поширення
Населяє прибережні води від Тайванської протоки через Східно-Китайське море на північ до Бохайського/Жовтого моря в Китаї та вод Кореї та Японії. Корейське та японське населення географічно розділені.
На всьому ареалі морські свині тримаються на мілководдях, глибиною до 50 м, поблизу берега, у водах з м'яким або піщаним морським дном або в лиманах і мангрових болотах. У виняткових випадках їх зустрічали на відстані 135 км від берега в Східно-Китайському та Жовтому морях, хоча вони все ще були на мілководді.

## Морфологія
можуть виростати до 2.27 м у довжину та важити до 72 кг, хоча більшість із них менші. Дорослі особини досягають довжини понад 1.55 м і ваги до 30–45 кг. Ласти помірно великі, досягають до 20% загальної довжини тіла. Дорослі особини зазвичай однорідного світло-сірого кольору, хоча деякі можуть мати світліші плями шкіри навколо рота або темніші плями перед ластами. Новонароджені центрального і східного підвидів переважно чорні з сірим навколо спинного хребта, повністю сірими стають через чотири-шість місяців. Однак новонароджені західного підвиду мають світло-кремово-сірий колір і з віком стають темнішими.

## Поведінка
У прибережних водах Китаю зазвичай зустрічаються групами від трьох до шести, хоча повідомлялося про скупчення приблизно до п'ятдесяти. У японських водах групи здаються меншими, типовими є пари, і навіть рідкісні скупчення не перевищують тринадцяти особин.